# Pere Elías (músic)
Pere Elías va néixer a Barcelona a finals del segle XVII i va morir a Barcelona a principis del segle xviii. Va ser violer.
Va tenir un gran prestigi, ja que va ser receptor del gremi de fusters de Barcelona l'any 1688. Hi ha notícies d'ell ja l'any 1684, quan tenia com aprenent a Joan Pau Roig. Es coneix l'existència d'un únic instrument amb la seva marca: una arpa cromàtica de dos ordres i de bona qualitat datada el 1704, que es troba en el Museo Provincial de Ávila. Aquesta arpa conté sis oïdes de forma peculiar que sembla ser característica d'alguns constructors de la regió catalano-aragonesa.